# Cwm Gwaun
Cwm Gwaun är en community i Storbritannien.   Den ligger i kommunen Pembrokeshire och riksdelen Wales, i den södra delen av landet, 300 km väster om huvudstaden London.
Den största byn i Cwm Gwaun (Gwaundalen) är Pontfaer.